# Nanaloricus mysticus
Nanaloricus mysticus is een soort in de taxonomische indeling van de corsetdiertjes. 
De diersoort behoort tot het geslacht Nanaloricus en behoort tot de familie Nanaloricidae. De wetenschappelijke naam van de soort werd voor het eerst geldig gepubliceerd in 1983 door Kristensen.